# Zoltán Balczó
Zoltán Balczó (ur. 24 marca 1948 w Nyíregyházie) – węgierski polityk i inżynier, poseł do Parlamentu Europejskiego VII i VIII kadencji, deputowany krajowy.

## Życiorys
W 1971 ukończył inżynierię elektryczną na Uniwersytecie Technologiczno-Ekonomicznym w Budapeszcie. Pracował w przedsiębiorstwie przemysłowym, następnie jako nauczyciel.
W pierwszej połowie lat 90. zaangażował się w działalność polityczną, przystępując do Węgierskiego Forum Demokratycznego. Później do 2003 zasiadał we władzach Węgierskiej Partii Sprawiedliwości i Życia. W 2003 został jednym z wiceprzewodniczących ugrupowania Jobbik.
W latach 1994–1998 i 2002–2006 był radnym, pomiędzy tymi okresami zasiadał w Zgromadzeniu Narodowym.
W wyborach europejskich w 2009 uzyskał mandat posła do Parlamentu Europejskiego z ramienia Ruchu na rzecz Lepszych Węgier. Pozostał posłem niezrzeszonym, przystąpił do Komisji Przemysłu, Badań Naukowych i Energii. W wyborach krajowych rok później został wybrany ponownie do Zgromadzenia Narodowego, w związku z czym 13 maja 2010 odszedł z PE. W 2014 uzyskał reelekcję do parlamentu krajowego, w tym samym roku został też ponownie wybrany do Europarlamentu, w związku z czym powrócił do pracy w PE. Mandat europosła wykonywał do 2019, w tym samym roku kolejny raz zasiadł w węgierskim parlamencie, będąc jego członkiem do 2022.